# 阿蘇海
阿蘇海（あそかい、あそのうみ）は、京都府宮津市、与謝郡与謝野町にまたがる、天橋立によって日本海の宮津湾から仕切られてできた内海（海跡湖）。面積500ha、最深部14m。湾奥には野田川が流入。外海の宮津湾とは天橋立の南側にある文珠切戸と文珠水道でのみつながる。

## 水産・環境
阿蘇海は塩分濃度が外海の2⁄3程度で、宮津湾などの外海の魚の産卵場となっている。
阿蘇海は中央にくびれのある形をし、おおまかに中央から東部の海流は右回り、西部の海流は左回りを示す。東岸である天の橋立の砂州の先端域が唯一の宮津湾への水の出口であり、満潮時には海水が入り込む。
阿蘇海の水産業は北部岸の溝尻地区にある。ここでの鰯はキンタルイワシ（金樽いわし）として脂ののった名産とされている。

### 水質汚濁

#### 現状
阿蘇海は昔から栄養に富んだ海であり、潟湖であるせいで、天橋立の風光明媚さとは裏腹に、江戸期や戦後直後の時期にも大きな水質悪化の問題が起きている場所である。高度成長と環境意識の高まりにつれ、その汚染がより注目されるようになった。2000年代も天橋立をはさむ宮津湾では水質汚濁値に改善がない。阿蘇海・宮津湾を含む若狭湾域での窒素・燐排水基準の規制のある海域の中では、海から最奥的な地形にあり、富栄養化と有機汚濁が最も深刻である。
阿蘇海は1980年代後半から1990年代中頃にかけてCOD値は低下傾向にあったが、以後上昇し、2002・2003年に一時低下を見せた以外、2000年代中頃には1980年代以上の水準となってなお上昇傾向にある。これは若狭湾の他に丹後半島の北と西にも同じ傾向が見られる。
その外の宮津湾・若狭湾では全リンについては1991から2008年までたいていの年で環境基準を超えて変化の傾向は見られないが、全窒素は微妙な改善傾向も見られる。阿蘇海の全リンが宮津湾に影響を与えていると見るのは当然ながら、阿蘇海の数値が同じの年でも宮津湾の数値が近年上がってきているというデータもある。

#### 原因
原因として一つは底に溜まったヘドロや環流による循環の悪いことが指摘されている。夏期は表面の暖かい水と水中の冷水が混ざり合わない温度断層（躍層）ができ、多くの海底部分が貧酸素化する。
次に阿蘇海に流入する野田川の水質の問題が指摘されている。野田川の汚染の原因として、山林の栄養を含んだ水や土砂の流出・流入（林業の衰退と関連）、農地からの農薬や肥料、生活雑廃水、などが挙げられている。河原には泥土の堆積が大きく見られることが少なくない。

#### 対策と効果
野田川流域の下水道整備は1990年代前期から進められていて、接続戸数は2008年で流域の全体の約半分に達するものの、野田川のBOD値は低下しているわけではなく、また2000年代の年変動の中でCOD最低記録を更新した年もなく、前述のように、同期間の阿蘇海ではCODが上昇し続け全リン（燐）全窒素も改善がない。
下水道路は宮津湾・野田川流域が一体であり、放流先は宮津湾の中ほどにある。宮津市は1984年度から事業が始められ、2008年の接続戸数と合併浄化槽の和は、宮津市（湾以外も含めた）全体の約半分に達する。しかし宮津湾域の水質の現状は前述のようである。
阿蘇海の底に溜まったヘドロについては、生物が生息可能な水深とされる（夏期に生じる貧酸素層より上）6m以浅の海底部を砂で覆う覆砂事業が行われ、1993年度から始まり2009年度で半分以上を完了している（完了予定年度は2018年度）。年変動はあるものの、2003年度から2006年度には底生生物の種類数が事業開始から3倍以上になっているので、それなりの効果を上げているとされる。
対策は歴史的に見ると、天の橋立の北部の付け根近くの陸地に運河を掘るという案が江戸期から昭和まで何度か提案されているが、そのつど廃案になっている。

## 周辺自治体
阿蘇海の岸部を取り巻く海岸は、天の橋立を除いても大半が宮津市に属する。一方流入する川の水は大部分が野田川による。野田川とその流域は与謝野町に属するが、与謝野町の誕生は2006年であり、それ以前に阿蘇海に面していたのは河口近くの旧岩滝町であった。